# Deliver Me From Nowhere
Deliver Me From Nowhere es una próxima película dramática musical biográfica estadounidense sobre el cantante de rock, compositor y guitarrista Bruce Springsteen. La película está escrita y dirigida por Scott Cooper basada en el libro de Warren Zanes de 2023 y protagonizada por Jeremy Allen White en el papel de Springsteen.

## Sinopsis
Es el seguimiento de Bruce Springsteen en su viaje para grabar su sexto álbum, que se aleja de sus trabajos anteriores y representa al Boss en su versión más despojada y personal. Springsteen grabó Nebraska de la forma más sencilla y menos recargada posible: en un casete de cuatro pistas en su habitación de Nueva Jersey. Esto ocurrió unos años antes de que junto con su E Street Band se convirtieran en un fenómeno con Born in the U.S.A.

## Elenco
- Jeremy Allen White como Bruce Springsteen[2]
- Jeremy Strong como Jon Landau, mánager y productor discográfico de Springsteen
- Paul Walter Hauser como Mike Batlan, ingeniero de grabación de Springsteen durante las sesiones de Nebraska
- Odessa Young como Faye [3][4]
- Stephen Graham como Douglas Springsteen, el padre de Bruce con quien tuvo una relación complicada
- Johnny Cannizzaro como Steven Van Zandt
- Harrison Gilbertson

## Producción
El proyecto se anunció en marzo de 2024, y se dice que Bruce Springsteen y su mánager Jon Landau participarán activamente en él. Los productores son Scott Stuber, su primer proyecto desde que dejó el cargo de jefe de Cine en Netflix, Ellen Goldsmith-Vein, Scott Cooper, Warren Zanes y Eric Robinson, con Cooper escribiendo y dirigiendo la adaptación del libro de no ficción homónimo de Zanes. Se informó que Jeremy Allen White estaba en conversaciones para interpretar a Springsteen y se esperaba que A24 adquiriera los derechos de distribución. Posteriormente se reveló que 20th Century Studios había adquirido la película en una acalorada guerra de ofertas con A24, uniéndose al proyecto como financiador y distribuidor. En mayo de 2024, se comunicó que Jeremy Strong estaba en conversaciones para interpretar a Jon Landau. Strong confirmó su participación en octubre de 2024. En junio de 2024, Paul Walter Hauser y Odessa Young se unieron al elenco. En septiembre, Stephen Graham se unió al elenco como el padre de Bruce, Douglas Springsteen mientras que Harrison Gilbertson y Johnny Cannizzaro se incorporaron el mes siguiente.
El rodaje comenzó el 28 de octubre de 2024.

## Estreno
El estreno en cines por 20th Century Studios está previsto el 24 de octubre de 2025.